# 阿勒河高架桥
阿勒河高架桥（正式名称：阿勒河谷大桥）是瑞士A3高速公路上的一座桥梁，位于阿尔高州布魯格西侧，跨过阿勒河，全长1225米，1988年开建，1993年通车。